# Sopramonte
Sopramonte è una frazione del comune di Trento, che conta 2 859 abitanti, abbarbicata sul versante occidentale del Monte Bondone, a un'altitudine di 623 m e dista circa 7 km da Trento, a cui è collegata attraverso le gallerie del Bus de Vela.
Assieme a Baselga del Bondone, Cadine, Candriai, Norge, Vason e Vigolo Baselga forma la circoscrizione amministrativa numero 3 di Bondone di Trento.

## Storia

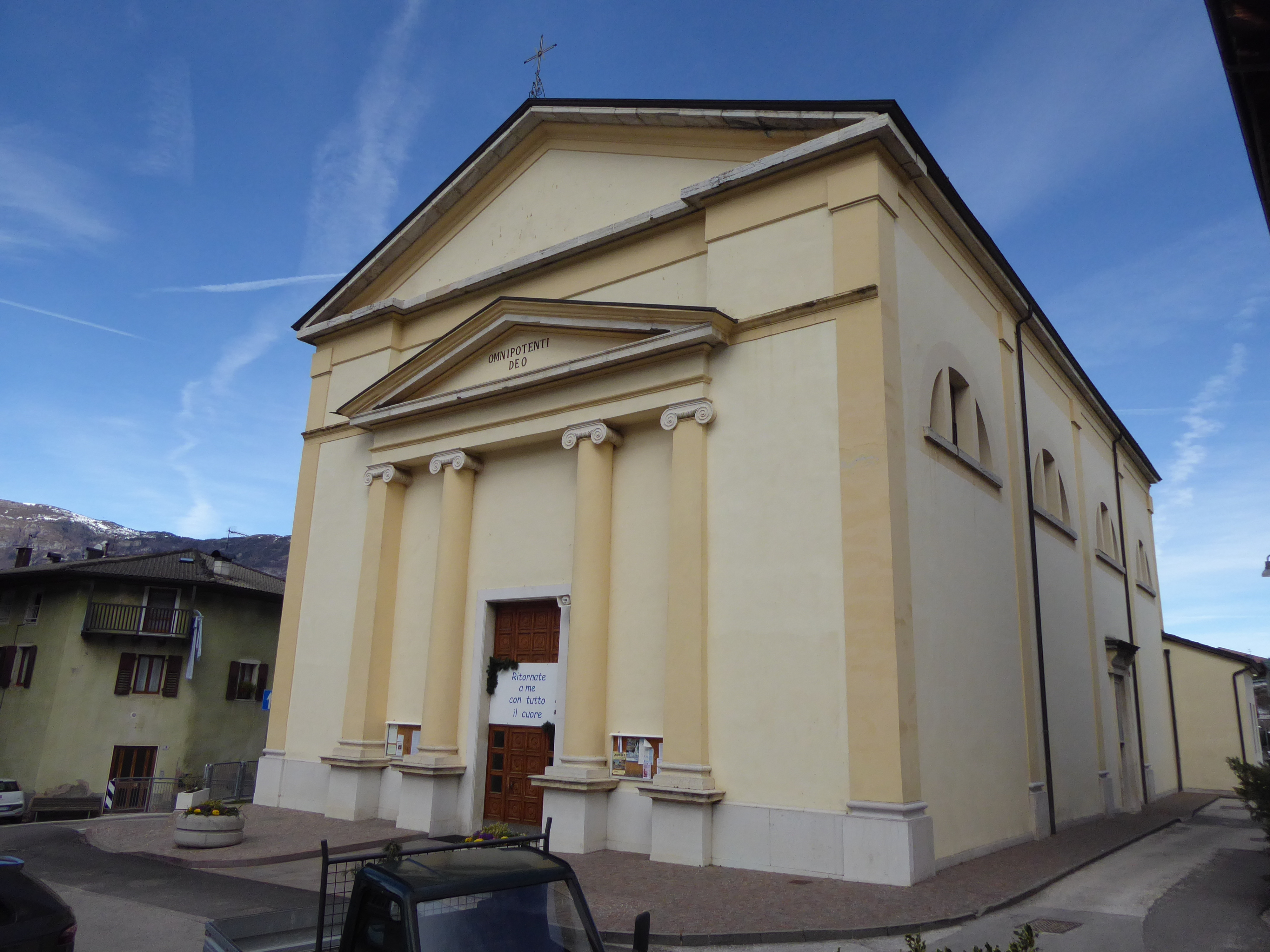
Chiesa del Sacro Cuore di Gesù

Sopramonte è stato comune autonomo fino al 1926, anno in cui venne soppresso e aggregato come frazione al comune di Trento.
Storicamente, l'attuale frazione veniva chiamata Ovéno, mentre il termine Sopramonte indicava tutti i villaggi della zona. Oggi il toponimo Ovéno è ricordato nel nome della principale piazza del paese.

## Monumenti e luoghi d'interesse

### Architetture religiose
- Chiesa del Sacro Cuore di Gesù
- Chiesa di Sant'Anna

## Amministrazione
Sopramonte fa parte della circoscrizione n. 03 del comune di Trento, denominata Bondone, assieme alle vicine frazioni Baselga del Bondone, Cadine e Vigolo Baselga.